# Hidilyn Diaz
Hidilyn Diaz (Zamboanga, 20 febbraio 1991) è una sollevatrice filippina, vincitrice della medaglia d'oro olimpica nella categoria 55 kg ai Giochi di Tokyo 2020 e di quella d'argento nei 53 kg ai Giochi di Rio de Janeiro 2016.
Annoverata tra le più grandi sportive del proprio Paese, è la prima donna a conquistare una medaglia olimpica per le Filippine, nonché la prima a vincere una medaglia d'oro ai Giochi olimpici per l'arcipelago.
Ha partecipato a quattro edizioni dei Giochi Olimpici.

## Biografia
Hidilyn Diaz è nata il 20 febbraio 1991 a Zamboanga, Mindanao, quinta dei sei figli di Eduardo ed Emelita Diaz. Cresciuta in un contesto economico e sociale povero, già all'età di 11 anni era solita trasportare galloni d'acqua per una distanza di circa cinquanta metri, dalla stazione di pompaggio d'acqua potabile locale sino alla propria abitazione.
Da adolescente ha scoperto la passione per il sollevamento pesi grazie all'aiuto del cugino Allen Jayfrus Diaz, il quale accompagnava spesso in palestra.
Ha studiato informatica presso l'Universidad de Zamboanga, prima di interrompere i propri studi per motivi finanziari e distrazioni nella carriera da pesista.
Dal 2013 è membro del Hukbong Himpapawid ng Pilipinas, l'aeronautica militare delle Filippine.

### Vita personale
È legata sentimentalmente all'ex sollevatore di Guam di origini filippine Julius Irvin Naranjo, già suo preparatore atletico dal 2018.

## Carriera
Nel 2008, all'età di diciassette anni, è stata la più giovane partecipante nella categoria 58 kg femminile alle Olimpiadi di Pechino, dove si è classificata al 10º posto con 192 kg. nel totale.
Nella stessa categoria ha partecipato alle Olimpiadi di Londra 2012, terminando fuori classifica per aver fallito i tre tentativi nella prova di slancio.

### Giochi Olimpici di Rio de Janeiro 2016

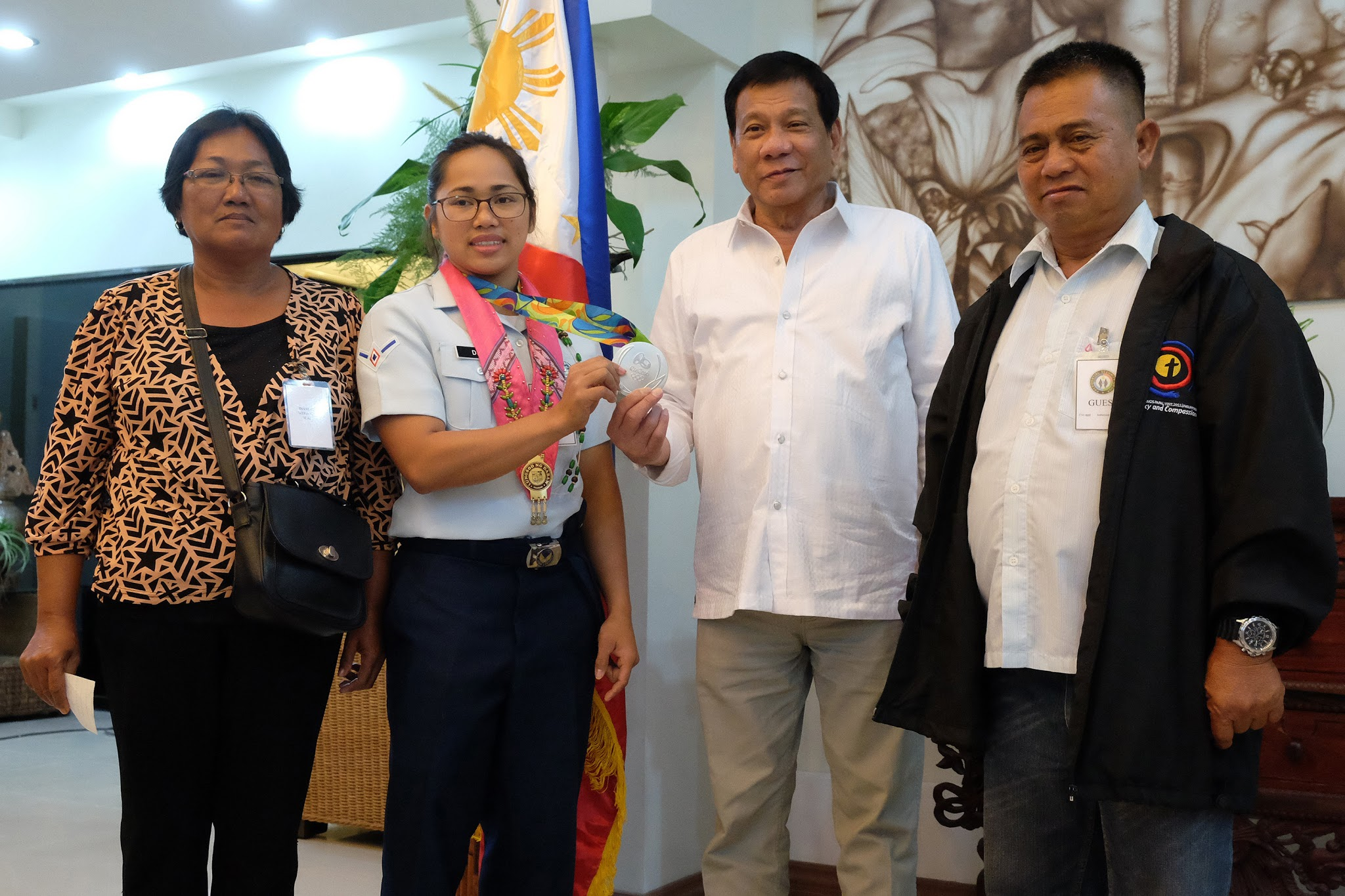
Hidilyn Diaz a fianco del presidente filippino Rodrigo Duterte al rientro in patria dai Giochi di, 11 agosto 2016

Il 7 agosto la Diaz prese parte alla sua terza Olimpiade, partecipando alla categoria 53 kg femminile nel sollevamento pesi. Classificatasi sesta nello strappo con 88 kg al secondo tentativo, nello slancio riuscì a sollevare 111 e 112 kg rispettivamente al primo e secondo tentativo, terminando la gara con un punteggio di 200 che le consentì di ottenere la medaglia d'argento alle spalle della campionessa in carica taiwanese Hsu Shu-ching. Si trattò di un risultato storico per la delegazione filippina: fu la prima medaglia olimpica in 20 anni (l'ultima fu l'argento di Onyok Velasco ad Atlanta 1996), nonché la prima medaglia al di fuori del pugilato sin da Berlino 1936. La Diaz fu inoltre la prima atleta donna a vincere una medaglia olimpica per le Filippine.
Al rientro in patria della Diaz, quest'ultima ricevette dal governo filippino un premio di 5 milioni di pesos (attraverso la legge del Philippine Incentives Act), oltre ad una casa con annesso lotto di terreno da parte dell'agenzia immobiliare Deca Homes. A tale cifra si aggiunsero incentivi di 2 milioni da parte del presidente Rodrigo Duterte, 500.000 dal governo di Zamboanga e un'ulteriore somma non specificata da parte del senatore Manny Pacquiao. Benché avesse parlato di un possibile ritiro dalle competizioni prima della spedizione olimpica, al suo ritorno nel Paese la pesista di Zamboanga dichiarò di voler rappresentare la propria nazione anche ai Giochi di Tokyo 2020.
Il successo in Brasile segnò la definitiva affermazione della sollevatrice in campo sportivo e aumentò la popolarità del sollevamento pesi nell'arcipelago.

### Giochi Olimpici di Tokyo 2020
In seguito allo scoppio della pandemia di COVID-19, vi furono sin da subito preoccupazioni in merito al regolare svolgimento dei Giochi olimpici di Tokyo 2020. Con il rinvio della rassegna a cinque cerchi e le successive misure di confinamento per contenere la pandemia, la Diaz – recatasi in Malaysia nel febbraio 2020 assieme all'allenatore cinese Gao Kaiwen e al collaboratore Julius Naranjo proprio per allenarsi in vista dei Giochi – risiedette inizialmente a Kuala Lumpur e poi in un piccolo villaggio di Jasin (con all'interno una palestra improvvisata) assieme al proprio staff per oltre un anno. Nell'aprile 2021 ottenne la qualificazione ai Giochi di Tokyo 2020 con un 4º posto ai campionati asiatici di sollevamento pesi di Tashkent, in Uzbekistan.
Il 26 luglio 2021 la Diaz prese parte alla sua quarta Olimpiade, partecipando alla categoria 55 kg femminile nel sollevamento pesi, vincendo il primo oro olimpico di sempre per il suo paese e stabilendo due nuovi record olimpici per la categoria: 127 kg sollevati nello slancio e 224 kg nel totale.
Per la sua storica vittoria olimpica la sollevatrice ricevette un riconoscimento di 33 milioni di pesos, provenienti sia dal governo filippino che da un consorzio di aziende private del Paese.

## Nella cultura di massa
Un episodio della serie antologica filippina Maalaala Mo Kaya, andato in onda il 24 settembre 2016, ha raccontato la vera storia di Hidilyn Diaz, interpretata da Jane Oineza.

## Palmarès
- Giochi olimpici

Rio de Janeiro 2016: argento nei 53 kg.
Tokyo 2020: oro nei 55 kg.
- Mondiali

Houston 2015: bronzo nei 53 kg.
Anaheim 2017: bronzo nei 53 kg.
Pattaya 2019: bronzo nei 55 kg.
Bogotà 2022: oro nei 55 kg.
- Giochi asiatici

Giacarta 2018: oro nei 53 kg.
- Campionati asiatici

Phuket 2015: oro nei 53 kg.
Tashkent 2016: bronzo nei 53 kg.
Ningbo 2019: argento nei 55 kg.
- Giochi del Sud-est asiatico

Nakhon Ratchasima 2007: bronzo nei 58 kg.
Palembang 2011: argento nei 58 kg.
Naypyidaw 2013: argento nei 58 kg.